# Charles Boileau
Pour les articles homonymes, voir Boileau.
Charles Boileau, né à Beauvais en 1648 et mort à Paris le 28 mai 1704, est un homme d'Église et prédicateur français.

## Biographie
Sa réputation de prédicateur lui valut l'honneur de prêcher à la cour de Louis XIV, qui le récompensa en le nommant abbé de Beaulieu-lès-Loches. Devenu membre de l'Académie française en 1694, il en fut par la suite le directeur. Ses prédications furent recueillies après sa mort par Jean Richard, qui publia séparément un volume de Pensées choisies sur différents sujets de morale tirées de ses sermons et de ses homélies.
On trouve dans ses sermons, écrit d'Alembert, « sinon de l'éloquence, au moins de l'esprit ; car Bourdaloue disait de lui qu'il en avait deux fois plus qu'il ne fallait pour bien prêcher ». Dans ses Pensées, écrit encore d'Alembert, Charles Boileau « est une espèce de Sénèque français, mais avec une philosophie moins profonde et moins intéressante que celle du Sénèque romain ; il a les défauts de Fléchier, mais il n'a ni la pureté, ni l'élégance, ni l'harmonie de son style. Aussi on lit encore Fléchier, et on ne lit plus l'abbé Boileau. »

## Publications
- Pensées choisies sur différents sujets de morale, 1707
- Homélies et sermons prononcés devant le Roi et leurs Majestés britanniques, par M. l'abbé Boileau (2 volumes), 1712
- Panégyriques choisis de feu monsieur l'abbé Boileau, prédicateur du roi, et l'un des quarante de l'Académie française, 1718